# Sierra Alta
Sierra Alta es un barrio ubicado en el municipio de Yauco en el Estado Libre Asociado de Puerto Rico. En el Censo de 2010 tenía una población de 1063 habitantes y una densidad poblacional de 139,55 personas por km².

## Geografía
Sierra Alta se encuentra ubicado en las coordenadas 18°5′25″N 66°49′2″O / 18.09028, -66.81722. Según la Oficina del Censo de los Estados Unidos, Sierra Alta tiene una superficie total de 7.62 km², que corresponden a tierra firme.

## Demografía
Según el censo de 2010, había 1063 personas residiendo en Sierra Alta. La densidad de población era de 139,55 hab./km². De los 1063 habitantes, Sierra Alta estaba compuesto por el 88.71% blancos, el 4.7% eran afroamericanos, el 0.38% eran amerindios,el 4.52% eran de otras razas y el 1.69% pertenecían a dos o más razas. Del total de la población el 100% eran hispanos o latinos de cualquier raza.